# Bornes fleurdelysées (Courcouronnes)
Les bornes fleurdelysées n°19 et n°20 sont des monuments situés à Courcouronnes, en France.

## Description
Les monuments sont conservés  à Évry-Courcouronnes, sur la route de Corbeil à Versailles.

## Historique
Les monuments sont datés du XVIIIe siècle. La borne numéro 19 a été martelée sans doute au moment de la Révolution française.
Les monuments sont inscrits au titre des monuments historiques depuis  le 22 mars 1934.